# Philippe Charbonneaux
Pour les articles homonymes, voir Charbonneaux.
Philippe Charbonneaux, né à Paris le 18 février 1917 et mort à Reims le 4 juin 1998,, est un designer industriel français spécialisé dans l'automobile.

## Carrière

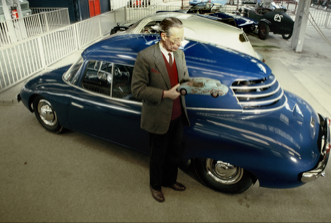
La Wimille de 1948

Philippe Charbonneaux se fait connaître par ses dessins d'avions. En 1946, il devient le styliste de la marque Delahaye.
Après avoir étudié en 1948 une voiture de type GT à moteur central avec Jean-Pierre Wimille, il part travailler quelques mois au centre de style de la General Motors aux États-Unis, à Detroit, afin de concevoir une voiture de sport qui sera la Chevrolet Corvette.
À son retour, déçu par les méthodes de travail américaines, il s'installe à son compte à Paris et présente en 1951 la Delahaye 235 aux formes modernes ponton.
Outre la célèbre brosse à poussière « Nénette » toujours en fabrication, il monte son bureau de style au 50 rue Copernic à Paris avec Paul Bracq et Michel Vioche, et dessine autoroutes, brosses à dents Vademecum, chariot élévateur, électroménager, jouets, lampes Wonder, ordinateur Bull, publicités sur le lieu de vente, réveils JAZ, téléviseurs dont le célèbre TELEAVIA Panoramic 111, ventilateurs Etoile,  poêle Pyrobal et bien d'autres choses.
Il crée aussi des véhicules. Parmi les plus marquants : la Citroën Traction Avant 15-Six du président René Coty, la Salmson 2300S Barquette, un coupé Citroën 2CV sport et de nombreux camions publicitaires pour les marques Astra, Pathé-Marconi (tel le célèbre Superbus aujourd'hui conservé par le musée national de la Cité de l'Automobile de Mulhouse mais mis en dépôt au Conservatoire des Transports de Wissembourg), BIC, armée de l'air ou Formica destiné pour la caravane du tour de France. En 1959, il présente un camion publicitaire pour Onduclair qui sera le premier du genre, à cabine avancée, suivi d'un car-régie pour la RTF, sur châssis Bernard qui va préfigurer les nouvelles productions.
Appelé par Renault pour modifier la R8, il y crée le bureau de style avant de travailler sur la R16 dont le concept d'une berline deux volumes « 5 portes » et dotée d'un hayon est une première pour l'époque, mais qui avait déjà été dessiné par le styliste-maison Gaston Juchet et son équipe, comme celui-ci le précisera plus tard. Du côté poids lourds, il réalise pour la firme Bernard en 1961 une nouvelle forme de cabine qui sera imitée par beaucoup, puis pour Berliet des véhicules de pompiers, le bus à étage de Paris, le gazelle de l'armée et le Stradair qui a tranché radicalement avec les autres productions.
Il transforme ensuite une R16 en version tricorps comme la Renault 25 bien plus tard. Les deux voitures n'ont pas eu de suites industrielles.
Avec la revue l'Anthologie Automobile dont il est directeur et rédacteur-en-chef, il revient en 1970 dans l'histoire de la carrosserie automobile puis crée un musée consacré à l'automobile française près de Saint-Dizier. 
Ce musée, appelé à sa création le centre historique de l'automobile française, est transféré à Reims en 1985 dans les anciens ateliers de la MMM (Menuiserie Métallique Moderne). Le musée changera de nom et deviendra le Musée Automobile Reims-Champagne. 
De 1990 à 1998, il réalise des prototypes à roues en losange et les présente au mondial de l'Automobile et salon de Genève : les Ellipsis.

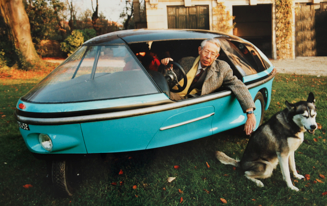
Ellipsis 1 de 1991

Les collections de Philippe Charbonneaux ont été entreposées pendant 15 ans au Musée Automobile Reims-Champagne et entretenues par l'association SCAR, devenue propriétaire et gérante du musée à sa mort en 1998. 
Fin 2015, elles font l'objet d'une donation au musée national de la Cité de l'Automobile de Mulhouse. La vingtaine de voitures et le Superbus Pathé-Marconi offerts par Hervé Charbonneaux, fils du designer, y sont aujourd'hui conservés.
Il est le frère cadet de Pol Charbonneaux, colonel de l'armée de l'air et Compagnon de la Libération.

## Vidéos
- Philippe Charbonneaux - Designer automobile de référence